# Primo Giannoti
Primo Giannotti foi um futebolista e treinador de futebol uruguaio, campeão olímpico como treinador. 

## Carreira
Primo Giannotti foi treinador da parte final da chamada Celeste Olímpica, conquistando, o campeonato olímpico em 1928.